# Sugarstealer
Sugarstealer is het vierde studioalbum van Mr. So & So. Na het album The Overlap stond de muziekgroep op doorbreken, was de algemene mening binnen de liefhebbers van de progressieve rock. Ook het spelen als voorprogramma van Marillion wees in die richting. Voor de band bleef echter aansluitend succes uit en de band viel in 1998 uit elkaar. Sugarstealer is een reüniealbum, dat in 2007 al aangekondigd werd, maar uiteindelijk pas in 2009 verscheen. Gedurende die twee jaar bezochten de diverse leden drie geluidsstudio’s: The Forge in Owestry, de BBC-studio in Manchester en The Fuzzbox in Wigan. Voor het voortbestaan van de band moest echter gevreesd worden want de leden hebben bezigheden elders. Dave Foster speelde bijvoorbeeld in The Wishing Tree. De website kondigde begin 2011 een nieuw album aan, maar noch titel, noch releasedatum was/is bekend. 

## Musici
- Shaun McGowan – zang en basgitaar
- Dave Foster – gitaar
- Charlotte Evans – zang
- Anthony Hindley – toetsinstrumenten, zang
- Stuart Browne – slagwerk

met Steve Rothery in track (9)

## Muziek
| Nr. | Titel                                          | Duur |
| --- | ---------------------------------------------- | ---- |
| 1.  | Flying triangles (Foster, McGowan)             | 5:03 |
| 2.  | New years eve (McGowan)                        | 3:14 |
| 3.  | Thursday’s are blue (Foster, McGowan)          | 4:51 |
| 4.  | Dandelion amongst the violets (McGowan)        | 0:33 |
| 5.  | Honey jar (Foster, McGowan)                    | 6:13 |
| 6.  | Lemon tree (Foster, Evans)                     | 1:56 |
| 7.  | Falling through rainbows (Hindley, McGowan)    | 0:29 |
| 8.  | Bleak hill (Foster)                            | 4:53 |
| 9.  | Oh look! A rainbow! (McGowan)                  | 5:18 |
| 10. | Evening star in indigo sky (Hindley, McGowan)  | 0:18 |
| 11. | Bi-polar (Foster, McGowan)                     | 4:39 |
| 12. | Photograph (McGowan)                           | 2:53 |
| 13. | Seeking poppies in the dark (Hindley, McGowan) | 0:25 |
| 14. | Falling (Hindley, McGowan)                     | 6:36 |
| 15. | Broken crown (Browne)                          | 3:26 |
| 16. | Green ward 13 (Foster, McGowan)                | 1:10 |
| 17. | White sun (McGowan)                            | 5:55 |
| 18. | (Return of) the gold (Foster, McGowan)         | 8:51 |